# Lincoln Continental (1939)
Lincoln Continental – samochód osobowy klasy luksusowej produkowany pod amerykańską marką Lincoln w latach 1939–1948.

## Historia i opis modelu

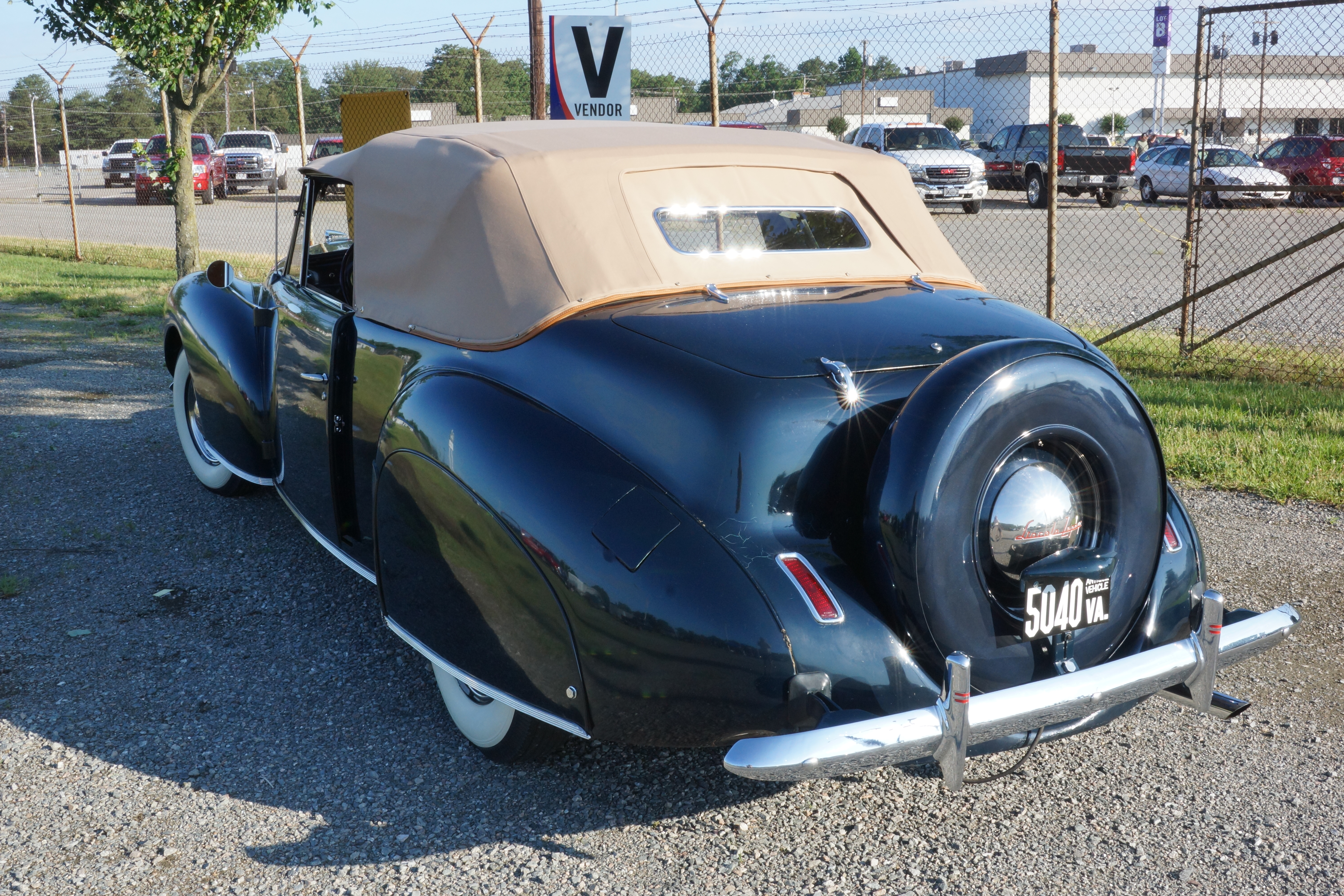
Lincoln Continental I - tył

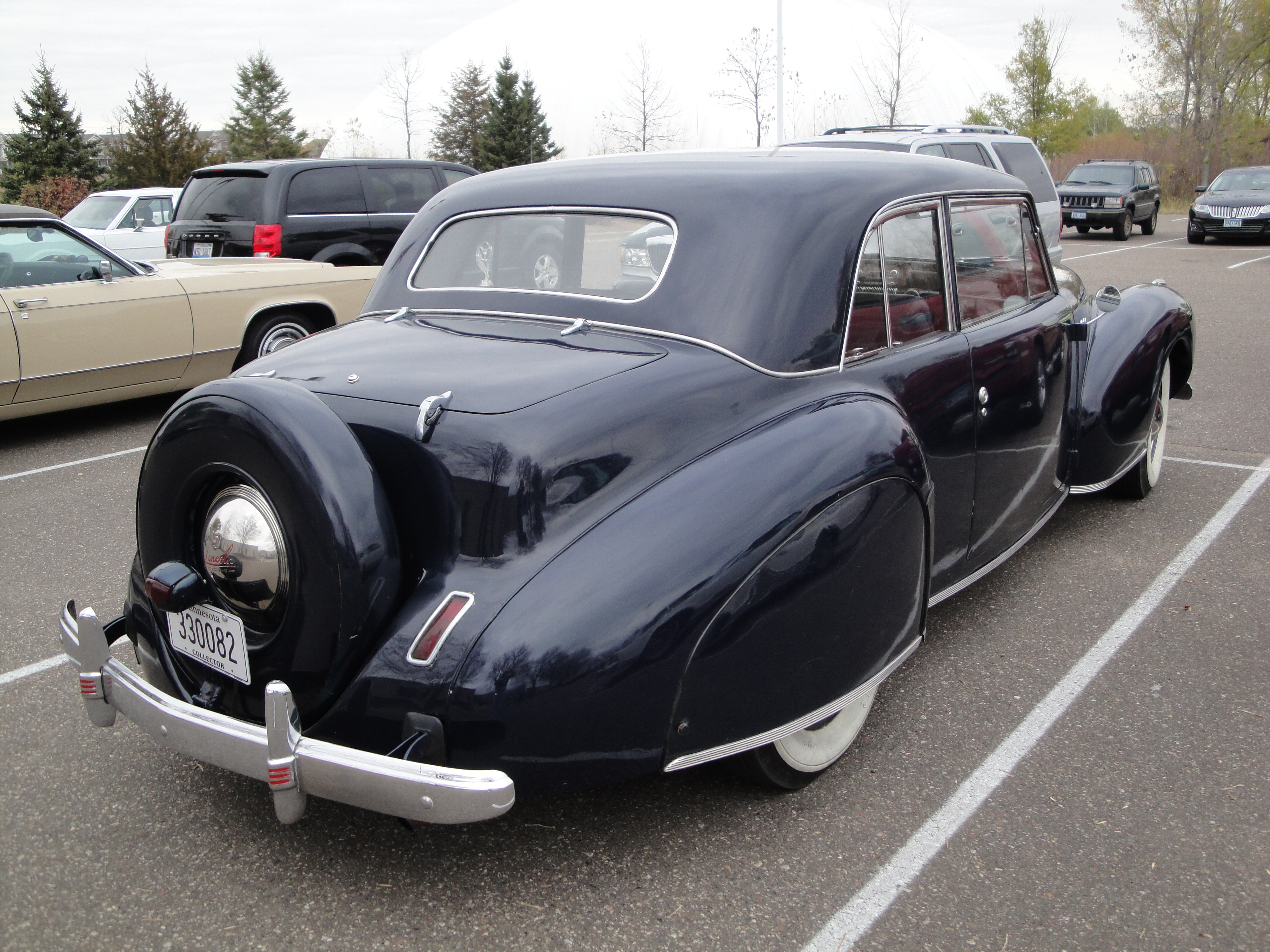
Lincoln Continental I Cabriolet

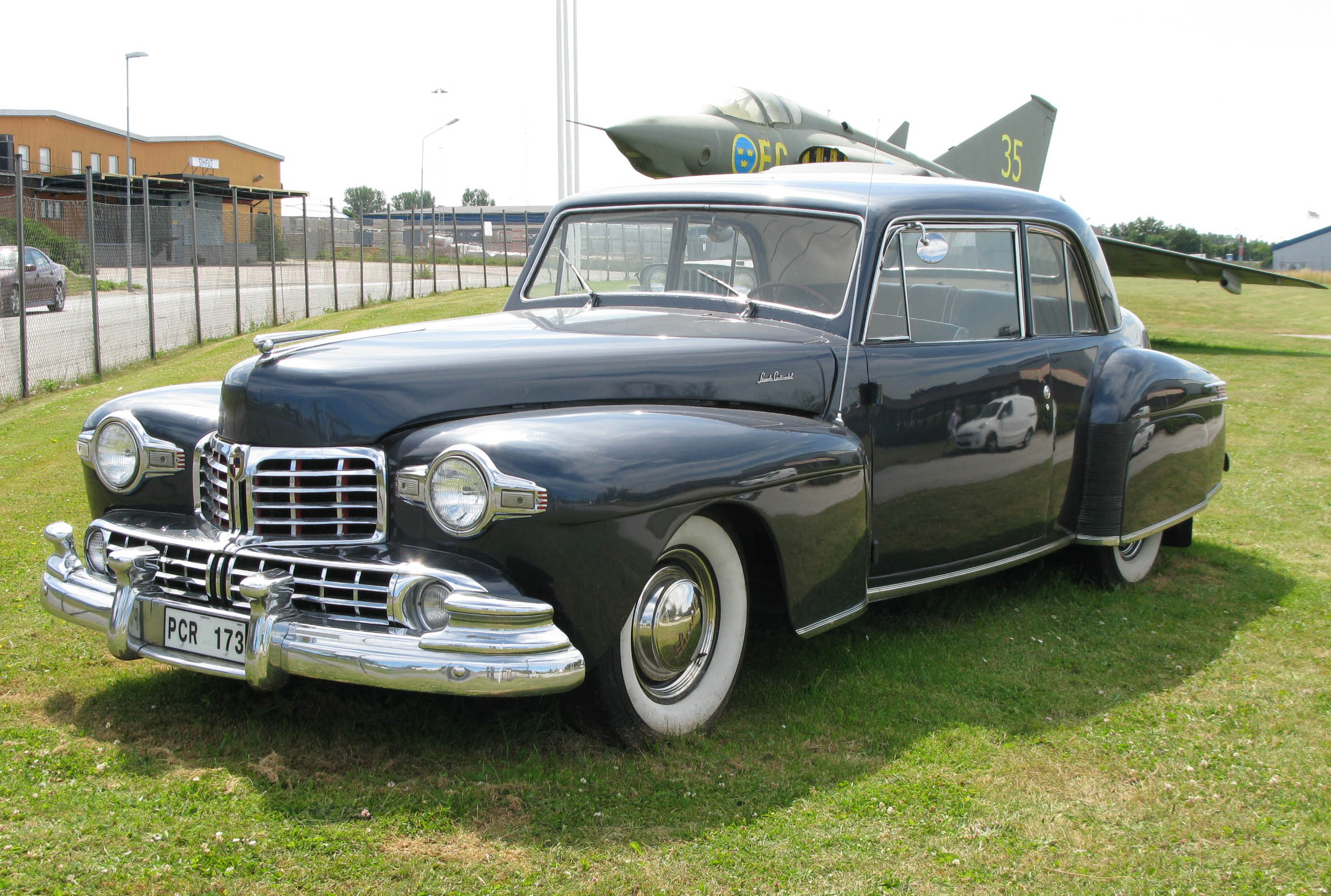
Lincoln Continental I po liftingu

W 1939 roku Lincoln przedstawił nowy samochód o nazwie Continental, który powstał na bazie mniejszego i tańszego modelu Zephyr. Samochód pełnił funkcję sztandarowego i zarazem najdroższego modelu w ofercie, będąc dostępnym jako 2-drzwiowe coupe lub 2-drzwiowy kabriolet.
Charakterystycznymi cechami wyglądu przedwojennego Lincolna Continentala była szpiczasta maska, a także duża chromowana atrapa chłodnicy i umieszczone na błotnikach okrągłe reflektory. Tylną część nadwozia zdobiły z kolei obłe, zaokrąglone nadkola i łagodnie opadająca linia dachu.
Z powodu działań wojennych, w które zaangażowały się Stany Zjednoczone, produkcja Continentala została przerwana w 1942 roku.

### Lifting i wznowienie produkcji
Po zakończeniu II Wojny Światowej, Lincoln zdecydował się wznowić produkcję Continentala dopiero w 1946 roku. Przy okazji ponownego debiutu topowego samochodu marki na rynku, przeszedł on obszerne modyfikacje w wyglądzie.
Pojawił się nowy wygląd pasa przedniego z dużą chromowaną atrapą chłodnicy, a także inny kształt reflektorów, zmodyfikowana forma nadkoli, które zyskały kanciaste zakończenia, a ponadto zdecydowano się też inny wygląd tylnej części nadwozia ze zmodyfikowanym zderzakiem i oświetleniem. Napęd stanowił nadal dolnozaworowy silnik V12 o pojemności 305 cali sześciennych (5 l) i mocy 130 KM. W wyposażeniu standardowym były hydraulicznie podnoszone szyby i dach, a dodatkowo płatne było radio i nadbieg do trzybiegowej mechanicznej skrzyni biegów.

### Koniec produkcji i następca
Powojenny Lincoln Continental produkowany był przez kolejne dwa lata, kiedy to w 1948 roku zniknął on z rynku. Nazwa Continental została ponownie reaktywowana w 1952 roku na potrzeby nowej marki luksusowych samochodów, której pierwszym modelem od 1948 roku z taką nazwą został Continental Mark II.
W 1946 roku wyprodukowano 265 coupe i 201 kabrioletów (łącznie 466), a ceny wynosiły odpowiednio 4392 lub 4474 dolarów. Model ten nie miał żadnej bezpośredniej konkurencji amerykańskiej i był jednym z najdroższych na rynku, a ceny powyżej 4 tysięcy dolarów osiągały jedynie limuzyny Cadillaca i Packarda. W 1947 roku powstało 831 coupe i 738 kabrioletów (łącznie 1569), a ceny nieznacznie wzrosły do 4662 lub 4746 dolarów. W ostatnim 1948 roku wyprodukowano jeszcze 847 coupe i 452 kabriolety (łącznie 1229).

### Silnik
- V12l 4.8l Lincoln-Zephyr